# بريميرتون
بريميرتون (بالإنجليزية: Bremerton)‏ هي إحدى مدن ولاية واشنطن في الولايات المتحدة الأمريكية.

## التركيبة السكانية
حدّد مكتب تعداد الولايات المتحدة بيانات التركيبة السكانية لبريميرتون في تعداد الولايات المتحدة. في ما يلي، التركيبة السكانية حسب تعدادي 2000 و2010.

### تعداد عام 2000
بلغ عدد سكان بريميرتون 37,259 نسمة بحسب تعداد عام 2000، وبلغ عدد الأسر 15,096 أسرة وعدد العائلات 8,469 عائلة مقيمة في المدينة. في حين سجلت الكثافة السكانية 447.2 نسمة لكل كيلومتر مربع (1,158.2/ميل2). وبلغ عدد الوحدات السكنية 16,631 وحدة بمتوسط كثافة قدره 199.6 لكل كيلومتر مربع (517.0/ميل2).
وتوزع التركيب العرقي للمدينة بنسبة 74.97% من البيض و7.50% من الأمريكيين الأفارقة و1.95% من الأمريكيين الأصليين و5.53% من الأمريكيين ذوي الأصول الآسيوية و0.93% من سكان جزر المحيط الهادئ و2.57% من الأعراق الأخرى و6.56% من عرقين مختلطين أو أكثر و6.59% من الهسبانيون أو اللاتينيون من أي عرق.
بلغ عدد الأسر 15,096 أسرة كانت نسبة 32.7% منها لديها أطفال تحت سن الثامنة عشر تعيش معهم، وبلغت نسبة الأزواج القاطنين مع بعضهم البعض 38.4% من أصل المجموع الكلي للأسر، ونسبة 13.3% من الأسر كان لديها معيلات من الإناث دون وجود شريك، بينما كانت نسبة 4.3% من الأسر لديها معيلون من الذكور دون وجود شريكة وكانت نسبة 43.9% من غير العائلات. تألفت نسبة 35.4% من أصل جميع الأسر من عدة أفراد يعيشون في نفس المنزل ونسبة 11.9% كانت تتألف من شخص يعيش بمفرده يبلغ من العمر 65 عاماً أو أكثر. وبلغ متوسط حجم الأسرة المعيشية 2.30، أما متوسط حجم العائلات فبلغ 2.98.
بلغ العمر الوسطي للسكان 30.9 عاماً. وكانت نسبة 24.4% من القاطنين تحت سن الثامنة عشر، وكانت نسبة 11.1% بين الثامنة عشر والرابعة والعشرين عاماً، ونسبة 29% كانت واقعةً في الفئة العمرية ما بين الخامسة والعشرين والرابعة والأربعين عاماً، ونسبة 16.9% كانت ما بين الخامسة والأربعين والرابعة والستين، ونسبة 11.5% كانت ضمن فئة الخامسة والستين عاماً فما فوق. يوجد لكل 100 أنثى 96.7 ذكر، ويوجد لكل 100 أنثى في الثامنة عشر من عمرها فما فوق 94.3 ذكر.
بلغ متوسط دخل الأسرة في المدينة 30,950 دولارًا، أما متوسط دخل العائلة فبلغ 36,358 دولارًا. وكان متوسط دخل الذكور 28,320 دولارًا مقابل 23,523 دولارًا للإناث. وسجل دخل الفرد الخاص بالمدينة 16,724 دولارًا. وكانت نسبة 16% من العائلات ونسبة 19.4% من السكان تحت خط الفقر، وكان من هؤلاء نسبة 26.4% تحت سن الثامنة عشر ونسبة 11.4% في الخامسة والستين من العمر وما فوق.

### تعداد عام 2010
بلغ عدد سكان بريميرتون 37,729 نسمة بحسب تعداد عام 2010، وبلغ عدد الأسر 14,932 أسرة وعدد العائلات 7,853 عائلة مقيمة في المدينة. في حين سجلت الكثافة السكانية 452.9 نسمة لكل كيلومتر مربع (1,173.0/ميل2). وبلغ عدد الوحدات السكنية 17,273 وحدة بمتوسط كثافة قدره 207.3 لكل كيلومتر مربع (536.9/ميل2).
وتوزع التركيب العرقي للمدينة بنسبة 74.01% من البيض و6.66% من الأمريكيين الأفارقة و2.05% من الأمريكيين الأصليين و5.53% من الأمريكيين ذوي الأصول الآسيوية و1.28% من سكان جزر المحيط الهادئ و2.83% من الأعراق الأخرى و7.64% من عرقين مختلطين أو أكثر و9.57% من الهسبانيون أو اللاتينيون من أي عرق.
بلغ عدد الأسر 14,932 أسرة كانت نسبة 27.5% منها لديها أطفال تحت سن الثامنة عشر تعيش معهم، وبلغت نسبة الأزواج القاطنين مع بعضهم البعض 34.4% من أصل المجموع الكلي للأسر، ونسبة 12.9% من الأسر كان لديها معيلات من الإناث دون وجود شريك، بينما كانت نسبة 5.3% من الأسر لديها معيلون من الذكور دون وجود شريكة وكانت نسبة 47.4% من غير العائلات. تألفت نسبة 37.3% من أصل جميع الأسر من عدة أفراد يعيشون في نفس المنزل ونسبة 12.2% كانت تتألف من شخص يعيش بمفرده يبلغ من العمر 65 عاماً أو أكثر. وبلغ متوسط حجم الأسرة المعيشية 2.24، أما متوسط حجم العائلات فبلغ 2.93.
بلغ العمر الوسطي للسكان 31.9 عاماً. وكانت نسبة 19.5% من القاطنين تحت سن الثامنة عشر، وكانت نسبة 17% بين الثامنة عشر والرابعة والعشرين عاماً، ونسبة 29.1% كانت واقعةً في الفئة العمرية ما بين الخامسة والعشرين والرابعة والأربعين عاماً، ونسبة 22.6% كانت ما بين الخامسة والأربعين والرابعة والستين، ونسبة 11.9% كانت ضمن فئة الخامسة والستين عاماً فما فوق. وتوزع التركيب الجنسي للسكان بنسبة 53.1% ذكور و46.9% إناث.

## المناخ
يظهر الجدول التالي التغييرات المناخية على مدار السنة لبريميرتون:
| البيانات المناخية لـبريميرتون       | البيانات المناخية لـبريميرتون | البيانات المناخية لـبريميرتون | البيانات المناخية لـبريميرتون | البيانات المناخية لـبريميرتون | البيانات المناخية لـبريميرتون | البيانات المناخية لـبريميرتون | البيانات المناخية لـبريميرتون | البيانات المناخية لـبريميرتون | البيانات المناخية لـبريميرتون | البيانات المناخية لـبريميرتون | البيانات المناخية لـبريميرتون | البيانات المناخية لـبريميرتون | البيانات المناخية لـبريميرتون |
| الشهر                               | يناير                         | فبراير                        | مارس                          | أبريل                         | مايو                          | يونيو                         | يوليو                         | أغسطس                         | سبتمبر                        | أكتوبر                        | نوفمبر                        | ديسمبر                        | المعدل السنوي                 |
| ----------------------------------- | ----------------------------- | ----------------------------- | ----------------------------- | ----------------------------- | ----------------------------- | ----------------------------- | ----------------------------- | ----------------------------- | ----------------------------- | ----------------------------- | ----------------------------- | ----------------------------- | ----------------------------- |
| الدرجة القصوى °ف (°م)               | 62 (17)                       | 71 (22)                       | 80 (27)                       | 83 (28)                       | 92 (33)                       | 97 (36)                       | 97 (36)                       | 101 (38)                      | 97 (36)                       | 86 (30)                       | 70 (21)                       | 68 (20)                       | 101 (38)                      |
| متوسط درجة الحرارة الكبرى °ف (°م)   | 46.5 (8.1)                    | 49.4 (9.7)                    | 54.0 (12.2)                   | 58.9 (14.9)                   | 65.2 (18.4)                   | 70.2 (21.2)                   | 75.9 (24.4)                   | 76.6 (24.8)                   | 71.3 (21.8)                   | 60.3 (15.7)                   | 50.6 (10.3)                   | 45.0 (7.2)                    | 60.3 (15.7)                   |
| المتوسط اليومي °ف (°م)              | 41.0 (5.0)                    | 42.1 (5.6)                    | 45.9 (7.7)                    | 49.9 (9.9)                    | 55.6 (13.1)                   | 60.5 (15.8)                   | 65.0 (18.3)                   | 65.6 (18.7)                   | 60.9 (16.1)                   | 52.3 (11.3)                   | 44.6 (7.0)                    | 39.7 (4.3)                    | 51.9 (11.1)                   |
| متوسط درجة الحرارة الصغرى °ف (°م)   | 35.5 (1.9)                    | 34.8 (1.6)                    | 37.7 (3.2)                    | 40.9 (4.9)                    | 46.1 (7.8)                    | 50.8 (10.4)                   | 54.1 (12.3)                   | 54.6 (12.6)                   | 50.4 (10.2)                   | 44.2 (6.8)                    | 38.5 (3.6)                    | 34.5 (1.4)                    | 43.5 (6.4)                    |
| أدنى درجة حرارة °ف (°م)             | 12 (−11)                      | 12 (−11)                      | 19 (−7)                       | 28 (−2)                       | 27 (−3)                       | 38 (3)                        | 41 (5)                        | 39 (4)                        | 33 (1)                        | 27 (−3)                       | 10 (−12)                      | 7 (−14)                       | 7 (−14)                       |
| الهطول إنش (مم)                     | 8.89 (226)                    | 6.02 (153)                    | 5.95 (151)                    | 3.57 (91)                     | 2.46 (62)                     | 1.69 (43)                     | 0.86 (22)                     | 1.03 (26)                     | 1.55 (39)                     | 4.89 (124)                    | 9.39 (239)                    | 10.07 (256)                   | 56.37 (1٬432)                 |
| متوسط تساقط الثلوج إنش (سم)         | 3.4 (8.6)                     | 1.3 (3.3)                     | 0.4 (1.0)                     | 0.0 (0.0)                     | 0.0 (0.0)                     | 0.0 (0.0)                     | 0.0 (0.0)                     | 0.0 (0.0)                     | 0.0 (0.0)                     | 0.0 (0.0)                     | 0.7 (1.8)                     | 1.8 (4.6)                     | 7.6 (19.3)                    |
| متوسط أيام هطول الأمطار (≥ 0.01 in) | 19                            | 16                            | 17                            | 15                            | 11                            | 10                            | 6                             | 6                             | 8                             | 14                            | 19                            | 20                            | 161                           |
| المصدر:                             |                               |                               |                               |                               |                               |                               |                               |                               |                               |                               |                               |                               |                               |

## توأمة
لبريميرتون اتفاقيات توأمة مع كل من:
- كورشي (20 أغسطس 1970 - )
- اولونجابو

## أعلام
- بادي نوكس
- وليام هنري غيتس الأب
- ستيفن هول
- أليكس سميث
- دورثى بروفين
- هارولد كوفنغتون
- جوك ماهوني
- أدليد لامبرت
- ناثان أدريان
- مارفين ويليامز